# Ost+Front
Ost+Front é uma banda alemã de Neue Deutsche Härte e gothic metal formada em 2008 por Patrick Lange.

## História
Originalmente formada como "Ostfront", a banda foi formada em 2008, por Herrmann Ostfront (Patrick Lange), que na época era backing vocal e guitarrista, Chris L. (ex Corvus Corax, atualmente Agonoize) era o vocalista. A banda começou se apresentando em grandes festivais como o M'era Luna, um dos maiores festivais da cena Gótica Alemã. Em 2011, Chris deixou a banda alguns meses após o lançamento do single Fleisch e Herrmann assumiu os vocais.
Herrmann já disse em várias entrevistas que Chris só entrou para a banda para ajudar com a divulgação, como Chris já era mais conhecido, ficou mais fácil para a banda se lançar.

### Ave Maria, Polêmicas e Bitte schlag mich (2011-2013)
Como o primeiro álbum foi adiado, a banda continuou se apresentando em festivais já com Herrmann Ostfront nos vocais. Em agosto de 2012, mais de um ano depois do lançamento do single Fleisch e já sob o nome "Ost+Front" foi lançado Ave Maria, o primeiro álbum da banda. Em 28 de agosto o álbum ficou na posição de número 68 por uma semana por causa do videoclipe "Ich liebe es", que mostrava algumas cenas de sexo e nudez explicitas, um pouco mais tarde foi lançado uma versão censurada do vídeo.
Os críticos de música diziam, e ainda continuam dizendo que o Ost+Front é uma "cópia admirável do Rammstein".
Em 2013, após uma grande turnê pela Europa a banda lança o primeiro EP, "Bitte schlag mich" que foi lançado em setembro. Contém 9 músicas, 2 inéditas, 6 remixes de vários artistas como Rabia Sorda e Saltatio Mortis e 1 cover da música "Out of the Dark" do cantor austríaco Falco. O clipe da música "Bitte schlag mich" foi lançado juntamente com o EP.
Logo depois a banda anunciou que está trabalhando em um novo álbum. Ainda em setembro de 2013, a banda teve um show cancelado pelo prefeito da cidade de Windeck depois que os cidadãos da cidade reclamaram. A banda foi acusada de glorificar a violência e representar uma motivação política.

### Olympia (2014-2015)
Em janeiro de 2014 foi lançado "Olympia", o segundo álbum da banda. O primeiro single deste álbum foi "Liebeslied" que foi lançado semanas antes de Olympia. A turnê "Olympia Tour" aconteceu logo após o lançamento do álbum.
Em novembro, após o fim da turnê, foi lançado o segundo EP "Freundschaft" com mais duas canções novas e remixes feitos por artistas como Heldmaschine, Lord of the Lost e Tanzwut.
Em 2015 a banda iniciou a "Olympia Tour - Teil 2", a segunda parte da turnê Olympia. No mesmo ano a banda anunciou que estava produzindo um novo álbum, "Ultra", e que poderia sair entre Outubro de 2015 e Janeiro de 2016.

### Ultra (2015-2017)
Na metade de 2015 a banda anunciou que estava trabalhando em um novo álbum que poderia sair em Outubro, mas logo depois foi anunciado que "Ultra", o terceiro álbum da banda, seria lançado em Janeiro de 2016. O primeiro single deste novo álbum, "Sternenkinder", foi lançado em outubro de 2015.
"Ultra" foi lançado no dia 22 de janeiro de 2016 com 3 versões. A edição comum, a edição limitada que contém um CD extra com faixas bônus e a edição de luxo, que é um box exclusivo com 3 CDs que tem além do álbum e o CD com faixas bônus um disco com remixes feito por vários artistas. Em 12 de janeiro de 2016 a banda lançou o clipe da música "Bruderherz". No dia 17 de março de 2017 o single "Fiesta de Sexo" foi lançado.  Em 20 de junho, a banda postou em sua página oficial no Facebook um texto confirmando que está trabalhando em um novo álbum.
Em 22 de dezembro de 2017, a banda lançou o videoclipe da música "Arm und reich" uma das músicas do novo álbum "Adrenalin", que foi lançado em 16 de Fevereiro de 2018.

### Adrenalin (2017-2019)
No fim de 2017, além do lançamento do novo vídeo "Arm und Reich", foi anunciado o nome e a capa do quarto álbum da banda que foi lançado em fevereiro de 2018. Outras informações como a lista de músicas e as edições também foram divulgadas. Junto com a edição limitada de Adrenalin, a banda lançou o álbum ao vivo "Live in Moskau". A turnê que promove o álbum, "Adrenalin Tour" começou em fevereiro e irá até maio de 2018 passando pela República Checa, Áustria, Polônia e Itália.
Em 8 de março de 2018 a banda anunciou em suas redes sociais que os fãs poderiam enviar vídeos que seriam incluídos no vídeo clipe de "10 Jahre Ost+Front".

### Dein Helfer in der Not (2020-atualmente)
Em junho de 2020 a banda anunciou o nome do seu quinto álbum, "Dein Helfer in der Not", com lançamento em 31 de julho. O álbum está nos formatos de CD duplo, Vinil duplo, Box contendo 2 CDs, Vinil duplo, um single bônus com músicas inéditas chamado "In der Hölle erfroren", um cantil, uma máscara facial, uma bolsa e um certificado de autenticidade.
O primeiro single lançado foi de "Ikarus" em 26 de junho. Um lyric-video também foi lançado. Mais tarde, em 17 de julho, o single e vídeo de "Schau ins Land" foram lançados.

## Estilo e aparência
Musicalmente a banda é bastante semelhante com o Rammstein, e eles não escondem essa inspiração por eles, algumas letras e melodias são idênticas.
A banda faz muitas sátiras à esquerda comunista, usando símbolos e citando algumas marcas do comunismo, como por exemplo no clipe "Freundschaft", onde Herrmann Ostfront usa um chapéu russo que contém o martelo e a foice, símbolo do comunismo, além disso grande parte do videoclipe foi filmado em Moscou.
A aparência da banda é muita maquiagem pesada, máscaras e sangue falso. Herrmann Ostfront usa maquiagem branca no rosto e nos olhos e bochechas uma maquiagem preta que simula lágrimas escorridas, na boca ele usa geralmente sangue falso, ele é o único que não esconde seu rosto quando está fora dos palcos. Segundo Herrmann, os outros não mostram o seus rostos porque "eles tem outros trabalhos" e não querem ser identificados. Porém, em alguns shows e inclusive em fotos oficiais os membros da banda parecem mudar. Como no caso de Siegfried Helm e Otto Schmalzmann que parecem ter "dublês". Já que em alguns shows recentes Sigfried aparece de cabelos longos (na capa do álbum "Olympia") e de cabelo baixo (em foto promocional de "Ultra". Na capa do álbum, o mesmo aparece de cabelo preso). No caso de Otto, em alguns shows o seu "dublê" aparecia de cabelo loiro e baixo, já na foto promocional de "Ultra", aparenta ser uma pessoa mais velha e com um corte tipo militar. Otto e Siegfried são os membro que escondem menos partes do rosto, com exceção de Herrmann Ostfront.
Além das prováveis mudanças provisórias de membros, o papel de Eva Edelweiß também mudou de ator. A banda postou em 2014 na sua página oficial no Facebook um texto com os dizeres "EVA ESTÁ MORTO", onde explicava que aconteceu a mudança de ator e ainda apresentava quem vinha atuando no papel de Eva até aquela data. Andreas Dietz era o músico e ator por trás de Eva. Andreas também é conhecido como Klaus Klaason, a banda afirmou que o motivo da substituição foi o "constante crescimento de uso de drogas" do ator, e ainda afirmou que em um certo momento, Andreas roubou mais de 2000 euros da banda. Em um fórum na internet sobre a banda, os fãs discutiram se este texto postado era realmente verdadeiro, ou era só uma história pra justificar a troca do músico já que provavelmente o ator tenha decidido sair por conta própria. Atualmente, Andreas Dietz está na banda "Cultus Ferox", onde o ex-guitarrista do Ost+Front, Gernhardt von Brüh, que na realidade se chama Rudi Rudell, também é membro.

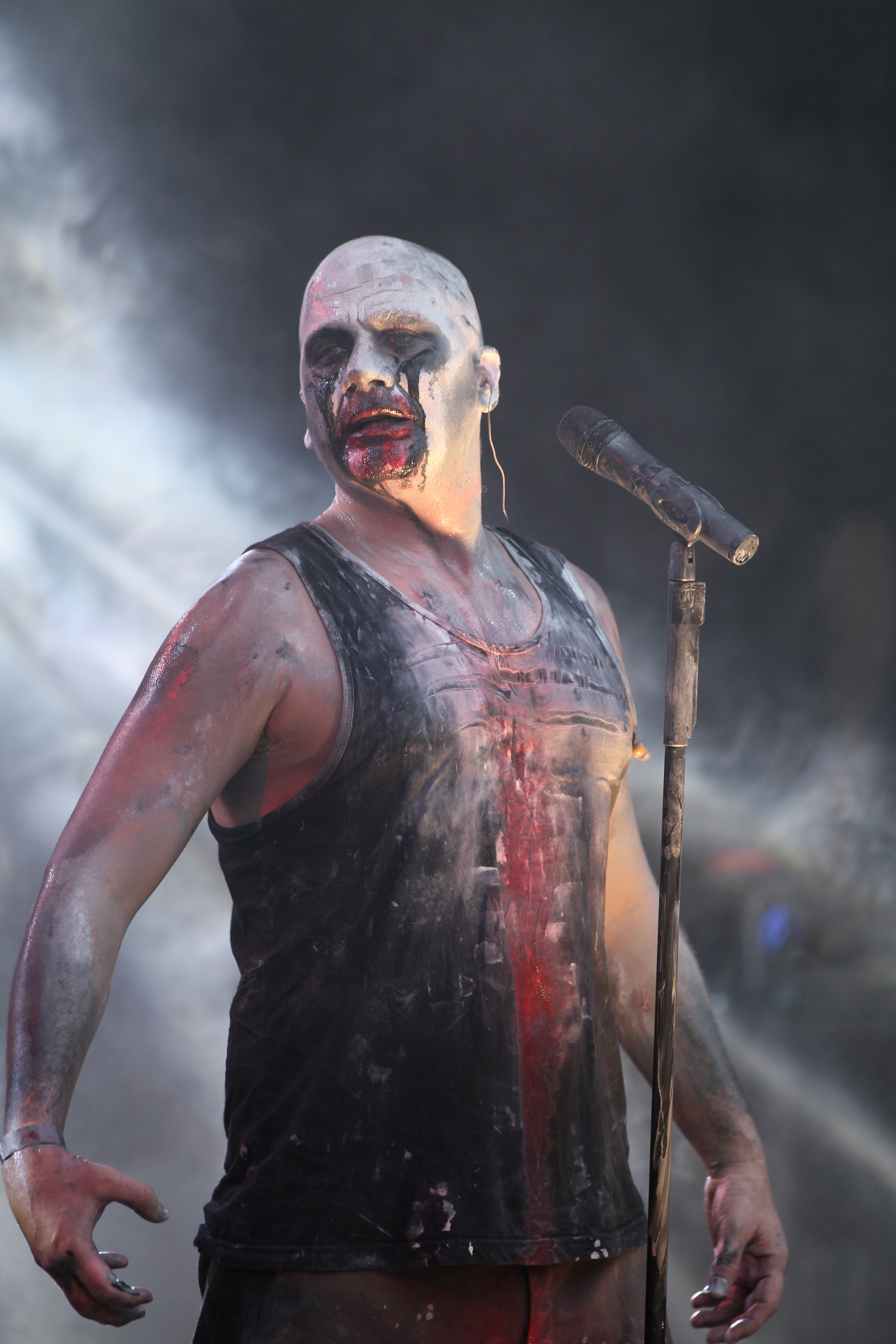
"Herrmann Ostfront"
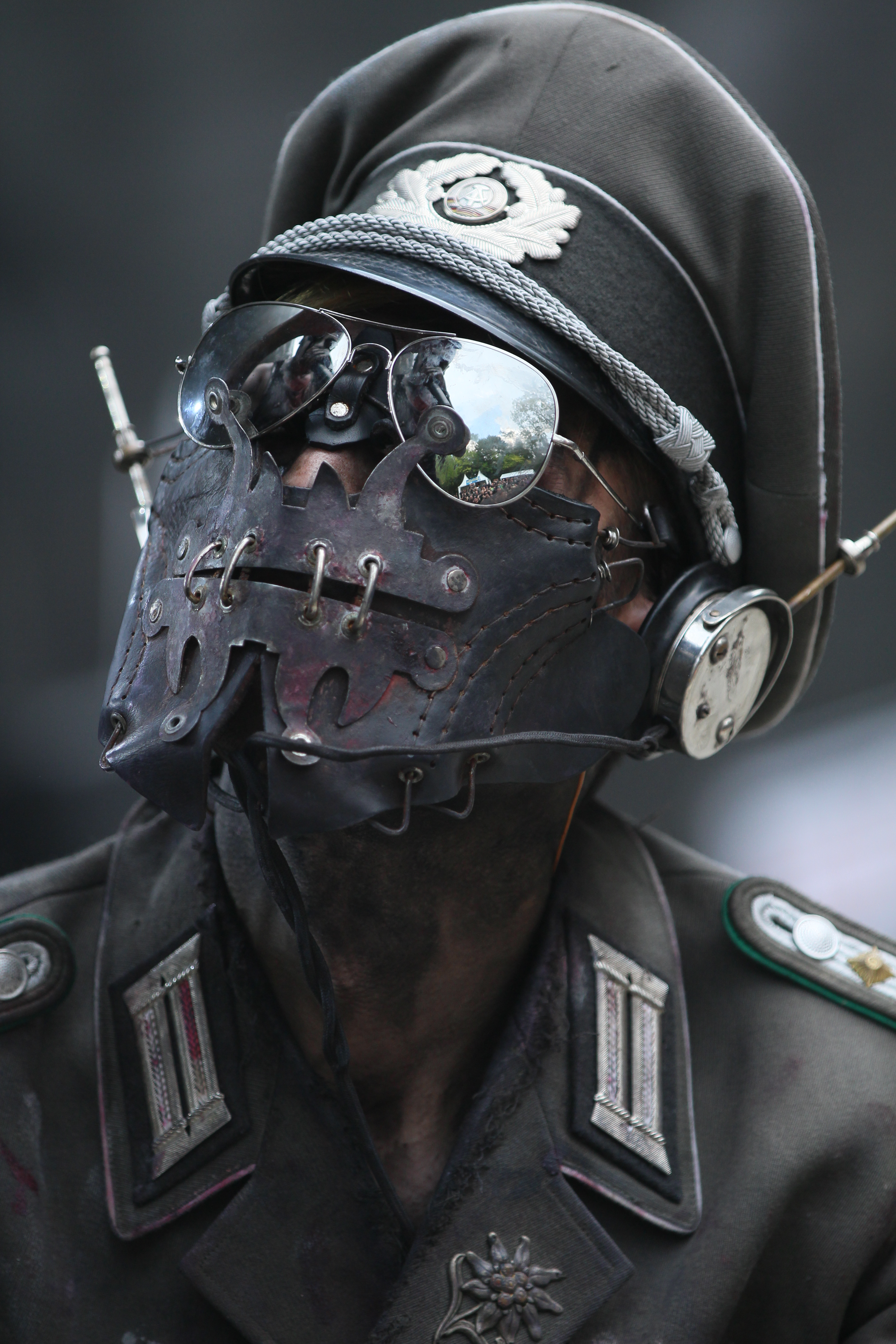
"Eva Edelweiß"
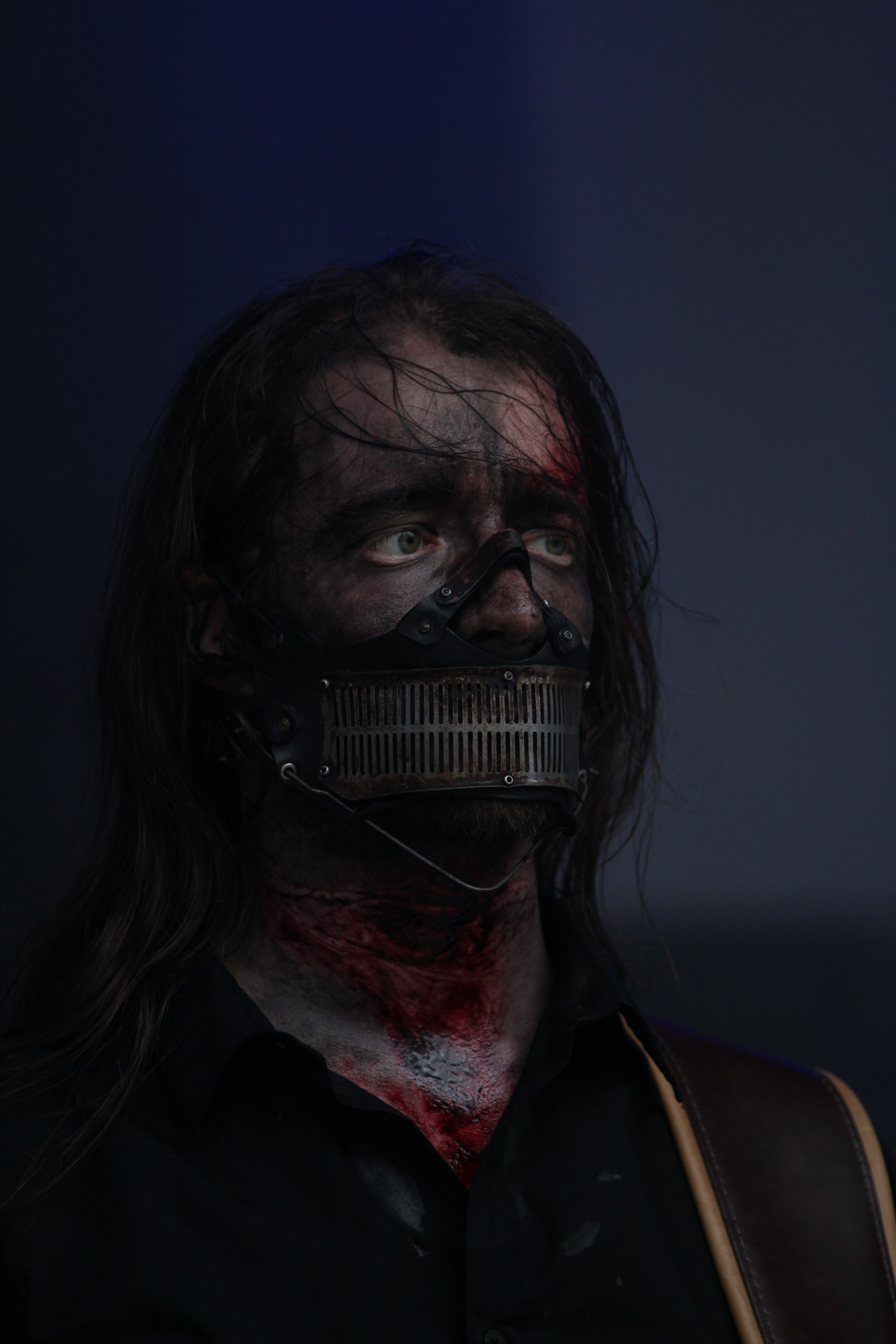
"Siegfried Helm"
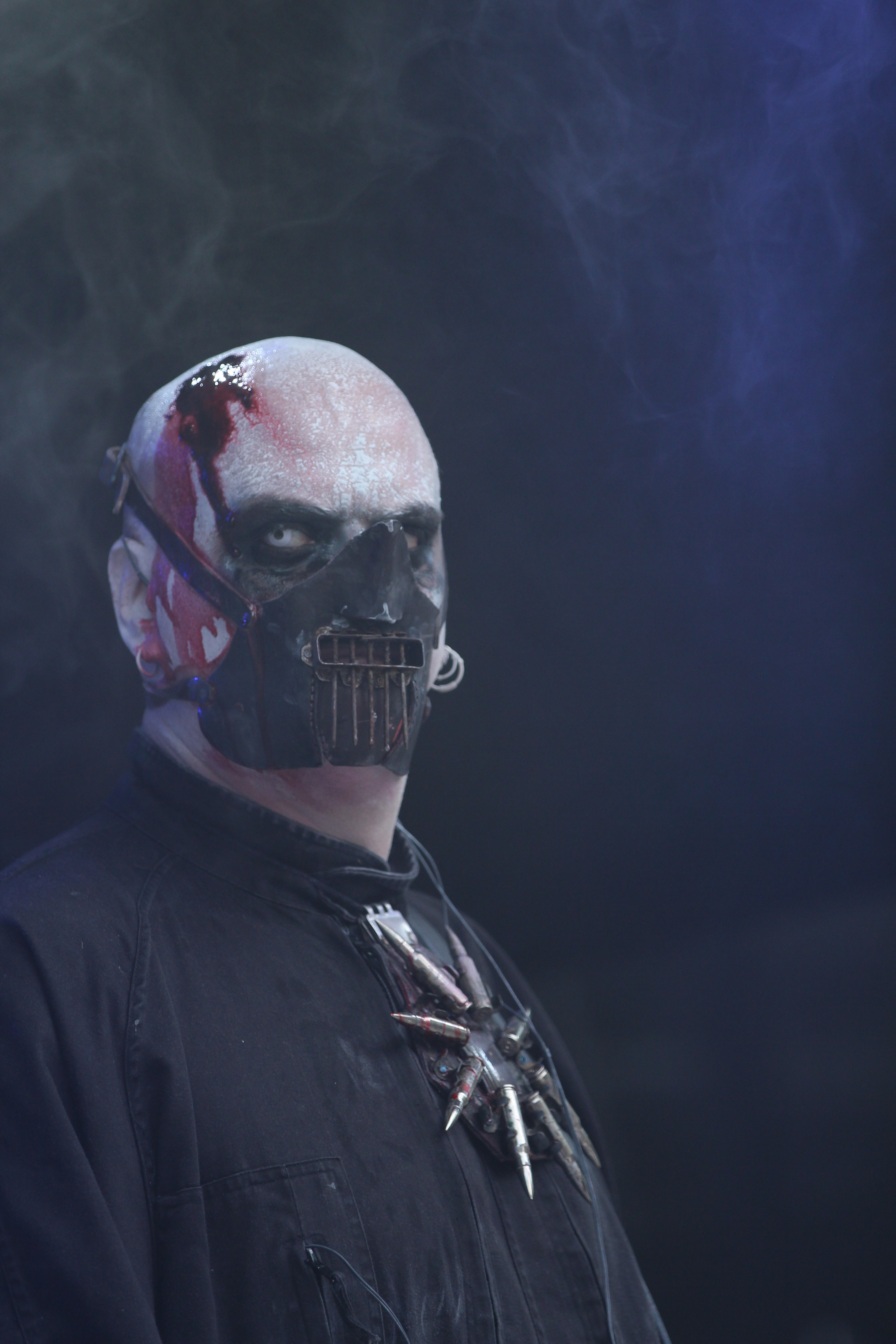
"Wilhelm Rotlauf"

## Membros

### Membros Atuais
- Patrick "Herrmann Ostfront" Lange - vocais
- Siegfried Helm - guitarra
- Otto Schmalzmann - guitarra
- Wilhelm Rotlauf - baixo
- Fritz Knacker - bateria
- Eva Edelweiß - Teclados/Programação

### Membros fundadores
- Chris L. - vocais
- Hermann Ostfront - guitarra/backing vocals
- Gernhardt von Brüh - guitarra
- Wilhelm Rotlauf - baixo
- Fritz Knacker - bateria
- Eva Edelweiß - teclado/programação

### Ex-Membros
- Chris L. - vocais
- Gernhardt von Brüh - guitarra

## Discografia
Álbuns
| Ano  | Título                 | Data de Lançamento      | Formatos                    |
| ---- | ---------------------- | ----------------------- | --------------------------- |
| 2012 | Ave Maria              | 10 de agosto de 2012    | CD, Download Digital        |
| 2014 | Olympia                | 24 de janeiro de 2014   | CD, Download Digital        |
| 2016 | Ultra                  | 22 de janeiro de 2016   | CD, Download Digital        |
| 2018 | Adrenalin              | 16 de fevereiro de 2018 | CD, Download Digital        |
| 2020 | Dein Helfer in der Not | 31 de julho de 2020     | CD, Vinil, Download Digital |

Ao vivo
| Ano  | Título         | Data de Lançamento      | Formatos             |
| ---- | -------------- | ----------------------- | -------------------- |
| 2018 | Live in Moskau | 16 de fevereiro de 2018 | CD, Download Digital |

Singles
| Ano  | Título                | Data de Lançamento     | Álbum                  |
| ---- | --------------------- | ---------------------- | ---------------------- |
| 2011 | Fleisch               | 10 de junho de 2011    | Ave Maria              |
| 2014 | Liebeslied            | 3 de janeiro de 2014   | Olympia                |
| 2015 | Sternenkinder         | 30 de outubro de 2015  | Ultra                  |
| 2017 | Fiesta de Sexo        | 17 de março de 2017    | Ultra                  |
| 2017 | Arm und Reich         | 22 de dezembro de 2017 | Adrenalin              |
| 2018 | Adrenalin             | 19 de janeiro de 2018  | Adrenalin              |
| 2018 | Heavy Metal           | 2 de fevereiro de 2018 | Adrenalin              |
| 2020 | Ikarus                | 26 de junho de 2020    | Dein Helfer in der Not |
| 2020 | Schau ins Land        | 17 de julho de 2020    | Dein Helfer in der Not |
| 2020 | In der Hölle erfroren | 31 de julho de 2020    | -                      |

EP's
| Ano  | Título            | Data de Lançamento     |
| ---- | ----------------- | ---------------------- |
| 2013 | Bitte schlag mich | 27 de setembro de 2013 |
| 2014 | Freundschaft      | 28 de novembro de 2014 |

## Videoclipes
- 2012 - Ich liebe es
- 2012 - Denkelied
- 2013 - Bitte schlag mich
- 2014 - Mensch
- 2014 - Freundschaft
- 2015 - Sternenkinder
- 2016 - Bruderherz
- 2017 - Arm und Reich
- 2018 - Heavy Metal
- 2018 - 10 Jahre Ost+Front (lyric-video)
- 2018 - Hans guck in die Luft (lyric-video)
- 2019 - Puppenjunge (lyric-video)
- 2020 - Ikarus (lyric-video)
- 2020 - Schau ins Land
- 2020 - Geld Geld Geld
- 2020 - Der Ruf deiner Hoffnung (lyric-video)
- 2020 - Freiheit (lyric-video)
- 2020 - In der Hölle erfroren (lyric-video)

## Contribuições para outros artistas
- 2013 - Out in the Rain - Lançado no álbum 'Phenomena" da banda Solitary Experiments
- 2013 - Indestructible (Ost+Front Remix) - Lançado no álbum "Hotel Suicide" da banda Rabia Sorda
- 2014 - Eure Siege (Ost+Front Version) - Lançado no álbum "From the Flame into the Fire" da banda Lord of the Lost
- 2015 - Wer einmal lügt (Ost+Front Remix) - Lançado no single "Wer Einmal Lügt" da banda Heldmaschine
- 2015 - Habgier und Tod - Lançado no álbum "Zirkus Zeitgeist" da banda Saltatio Mortis
- 2015 - Relentless (Elektrosauerkraut Remix Von Ost+Front) - Lançado no álbum "Ofensor" da banda Hocico
- 2017 - Leitbild (Ost+Front Remix) - Lançado no álbum "Leitbild" da banda Blutengel
- 2018 - A Bullet Left for You (Ost+Front Remix) - Do álbum "You Win. Who Cares?", do Solar Fake.
- 2019 - Auf Messers schneide - participação especial, lançada no álbum "Auf Messers schneide", do Krawallbrüder.